# Tuế đá vôi
Tuế đá vôi (còn được gọi là thiên tuế, danh pháp: Cycas balansae) là một loài thực vật thuộc chi Tuế. Nó có nguồn gốc từ tây nam Trung Quốc (đông nam Quảng Tây) và miền bắc Việt Nam (lân cận Hà Nội), nơi mà nó mọc trong những khu rừng nhiệt đới dày đặc.

## Đặc điểm sinh học
Nó có thân ngầm, không phân nhánh, đường kính từ 12–20 cm, có từ 4-9 lá, mỗi lá dài từ 1,2-2,6m, hình lông chim với 09-160 lá chét và có gai dọc theo cuống lá. Các lá có kết cấu như giấy và nghiêng về phía trước 80°.

## Phân bổ
- Thế giới: Trung quốc, Việt Nam.[3]
- Việt Nam: Tuyên Quang, Vĩnh Phúc, Hòa Bình (Lạc Thủy, Chi Nê), Nghệ An (Nghĩa Đàn, Nghĩa Hưng)[4],Tràng An(Ninh Bình)